# Allegra compagnia

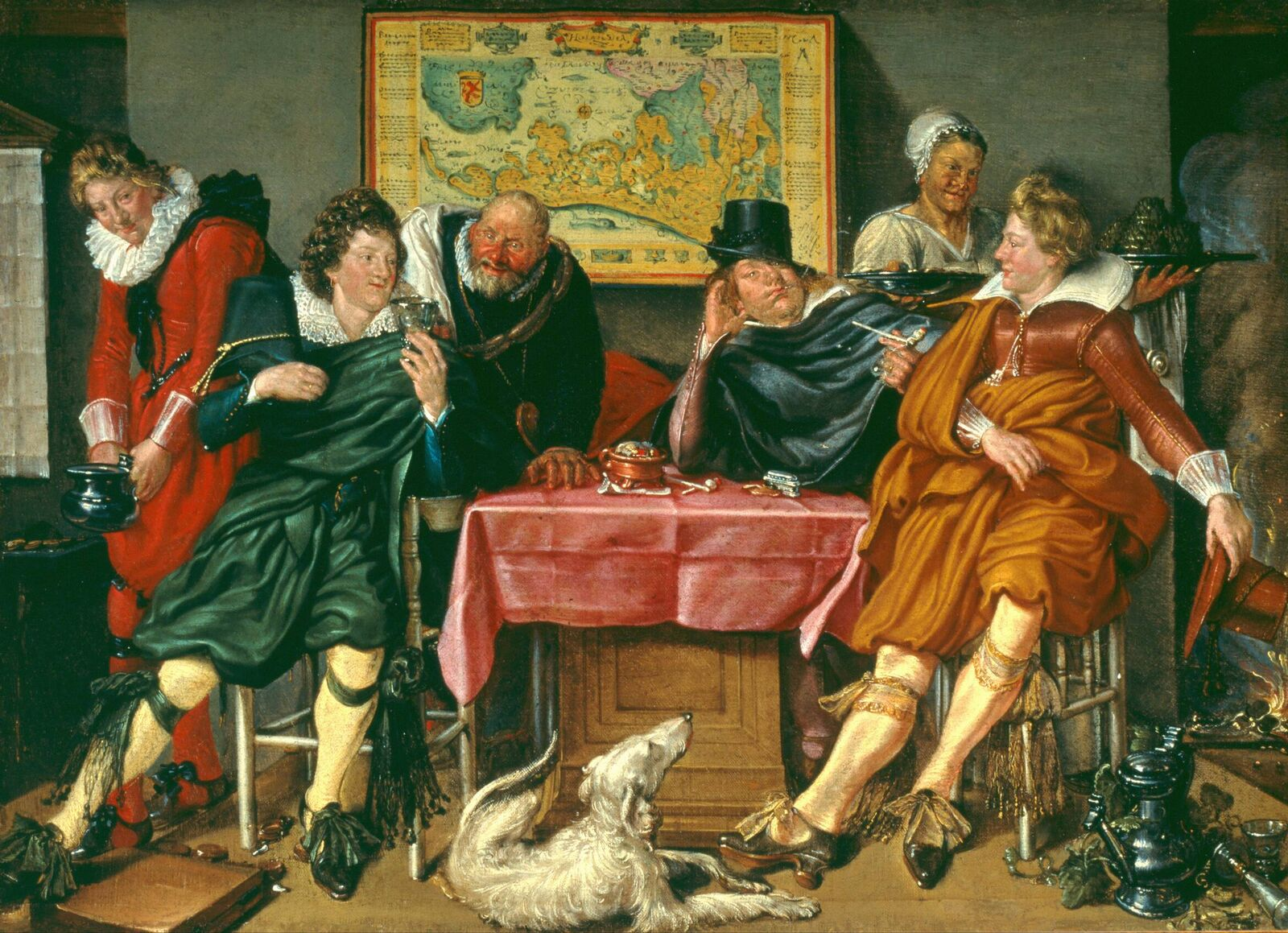
Willem Buytewech, Allegra compagnia, c. 1620; a parte la cameriera, un gruppo interamente maschile

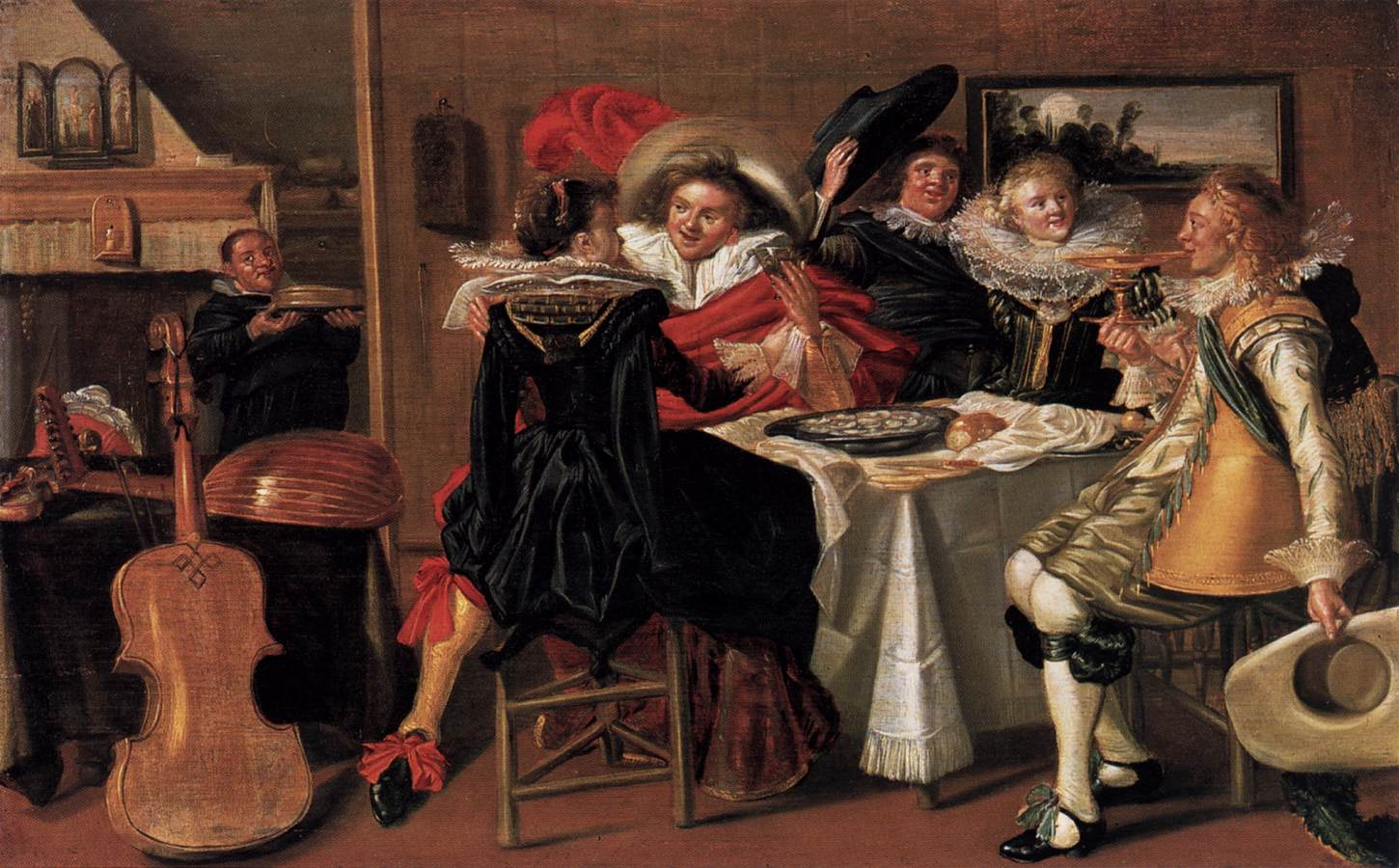
Dirck Hals, Allegra compagnia a tavola, 1627–29

L'allegra compagnia in storia dell'arte è un tema pittorico, diffuso nel XVII secolo, che consiste in un piccolo gruppo di persone che si divertono, di solito seduti con bevande e spesso mentre fanno musica. Queste scene sono un tipo molto comune di pittura di genere del Secolo d'oro olandese e del barocco fiammingo; si stima che quasi due terzi delle scene di genere olandesi mostrino persone che bevono.
Il termine è la traduzione abituale dell'olandese geselschapje o vrolijk gezelschap, nonché dell'equivalente inglese merry company. Le scene possono essere ambientate in una casa, un giardino, o una taverna, e gli assembramenti variano dai gruppi decorosi in ambienti facoltosi, ai gruppi di uomini ubriachi con prostitute. Le riunioni che mostrano gruppi relativamente decorosi e vestiti sontuosamente, con numeri simili di uomini e di donne, sono spesso chiamate "compagnia elegante" o "compagnia galante" (in inglese rispettivamente elegant company e gallant company), mentre quelle che raffigurano persone che sono chiaramente contadini è probabile che usino tale parola nel loro titolo. Questi soggetti pittorici sono molto comuni nell'arte olandese tra il 1620 e il 1670 circa.

## Portata del termine

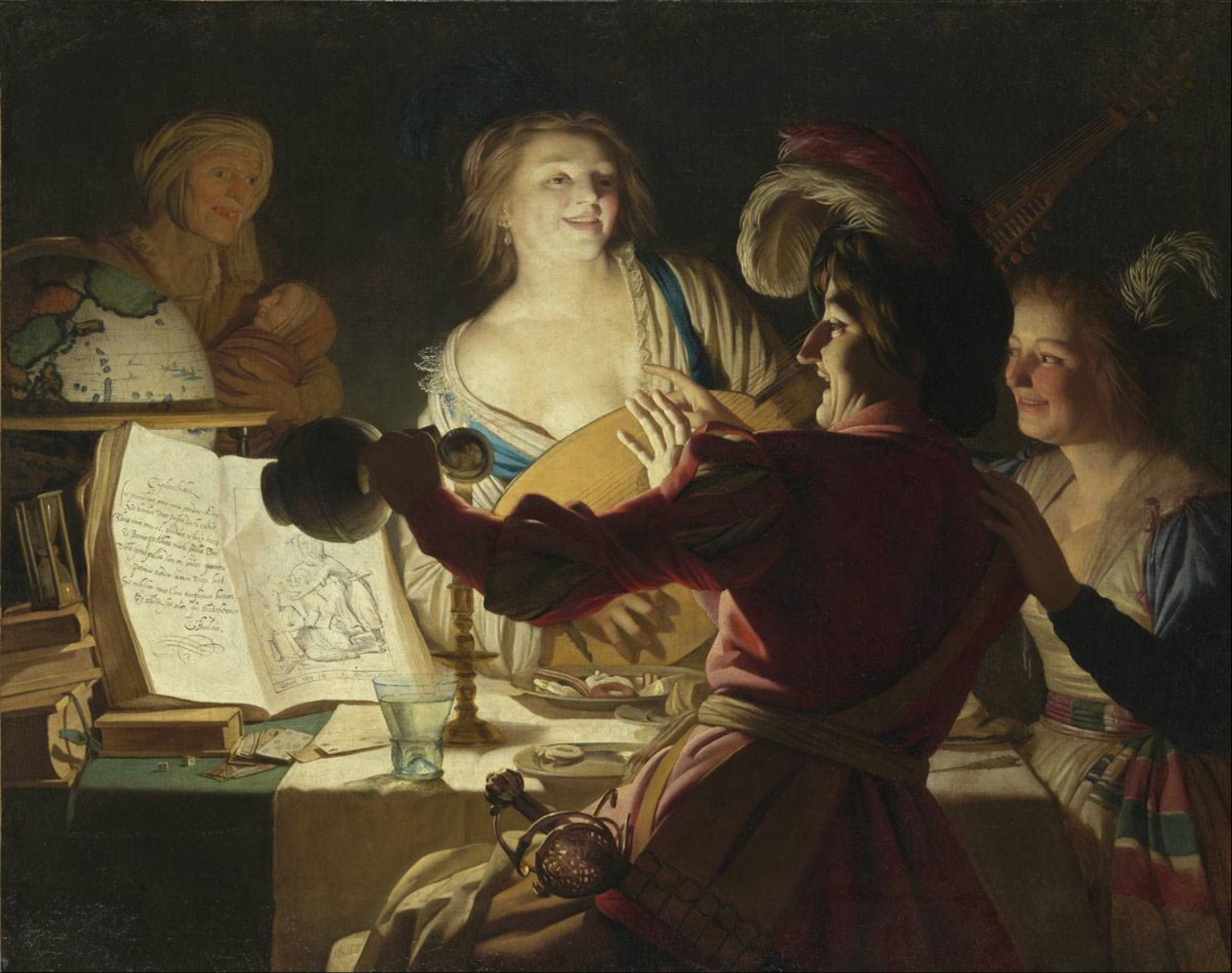
La prostituzione è chiaramente indicata in questa scena di Gerard van Honthorst del 1623, completa di un'anziana mezzana, una scollatura bassa e un copricapo piumato sulla seconda ragazza.

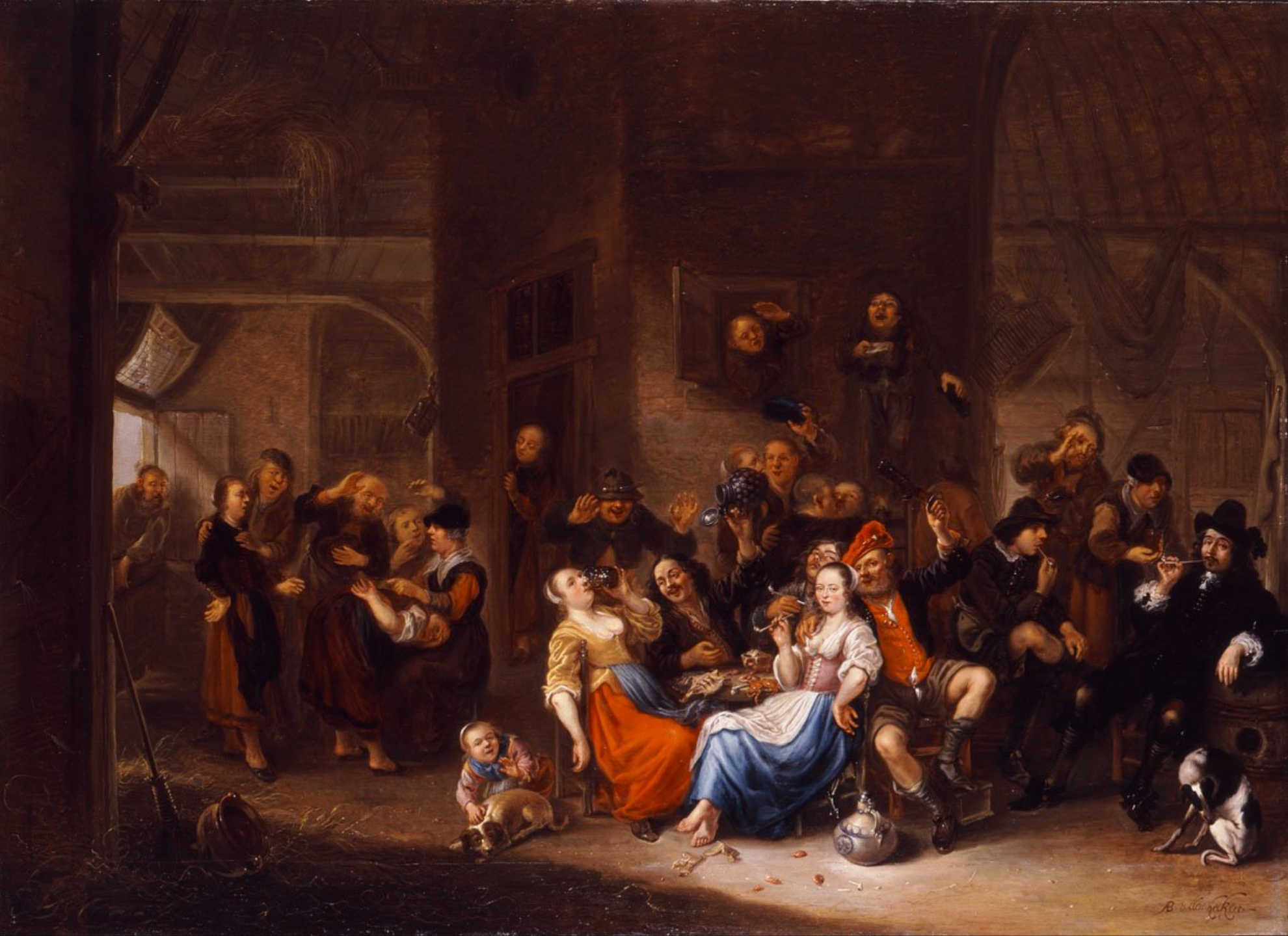
Abraham van den Hecken, Allegra compagnia in una taverna, anni 1640

La definizione di "allegra compagnia" è tutt'altro che rigida e si sovrappone a molti altri tipi di pittura. I ritratti di gruppi familiari o di organismi come le compagnie della milizia possono prendere in prestito da loro uno stile informale di composizione, ma sono escluse le opere in cui le figure erano destinate a rappresentare individui specifici. Ci sono normalmente tra quattro e circa una dozzina di figure mostrate, che in genere includono sia uomini che donne, ma possono consistere semplicemente di uomini, forse con servitù femminili, come nel Buytewech raffigurato all'inizio di questa voce. Le descrizioni olandesi contemporanee di dipinti provenienti da inventari, cataloghi di aste e simili, usano (senza dubbio in modo arbitrario) altri termini per composizioni simili, tra cui "un buitenpartij (una festa all'aperto o picnic), una cortegaarddje (una scena di una camerata o di un corpo di guardia), un borddeeltjen (una scena di bordello) e un beeldeken o moderne beelden (un quadro con piccole figure o figure moderne)".
"Festa musicale" o "concerto" si usa spesso quando alcune delle figure principali suonano strumenti. Più in generale tali opere possono essere indicate come "dipinti di compagnie" o "soggetti di compagnie" (ma ciò non deve essere confuso con la "pittura della Compagnia" indiana, uno stile patrocinato dalla Compagnia britannica delle Indie orientali). Pochi titoli, se pure ce ne sono, usati per i dipinti di genere del XVII secolo possono essere ricondotti all'artista; quelli utilizzati oggi da musei e storici dell'arte possono derivare da una registrazione nella provenienza o essere inventati nei tempi moderni. 
Dipinti che mostrano celebrazioni specifiche come matrimoni o feste per la dodicesima notte, la principale celebrazione di metà inverno nei Paesi Bassi, o lo svolgimento di giochi specifici, hanno probabilmente titoli relativi a questi eventi in cui il soggetto è ancora chiaro. Ad esempio, un dipinto di Godfried Schalcken (1665-1670, Royal Collection) è noto dalla biografia di quest'ultimo scritta dal suo allievo Arnold Houbraken che rappresenta Il gioco di 'Signora, venite nel giardino', ed è così intitolato, anche se le regole di questo gioco sono ora sconosciute ma "chiaramente implicavano la rimozione degli abiti", almeno da parte di alcuni partecipanti maschi. In La Main Chaud ("La mano calda") i partecipanti di sesso maschile sono appena stati schiaffeggiati. I dipinti che mostrano la parabola del figliol prodigo nella sua fase prodiga sono concepiti come scene di allegra compagnia del tipo del bordello, sebbene siano spesso più grandi, come ci si aspettava da un dipinto storico.

## Interpretazione
Come con altri tipi di pittura di genere neerlandese, l'insieme dei dipinti delle allegre compagnie ne include alcuni con una chiara intenzione moralistica, che trasmettono un messaggio di evitare eccessi nel bere, spese stravaganti, compagnia volgare e fornicazione. Altri sembrano semplicemente celebrare i piaceri della socialità, spesso con un elemento di ambizione sociale. Molti cadono nel mezzo, sono difficili da interpretare e "contengono al loro interno un'ovvia contraddizione tra il loro obiettivo di condannare certi tipi di comportamento eccessivo e l'aspetto divertente e attraente di questo stesso comportamento e della sua rappresentazione".

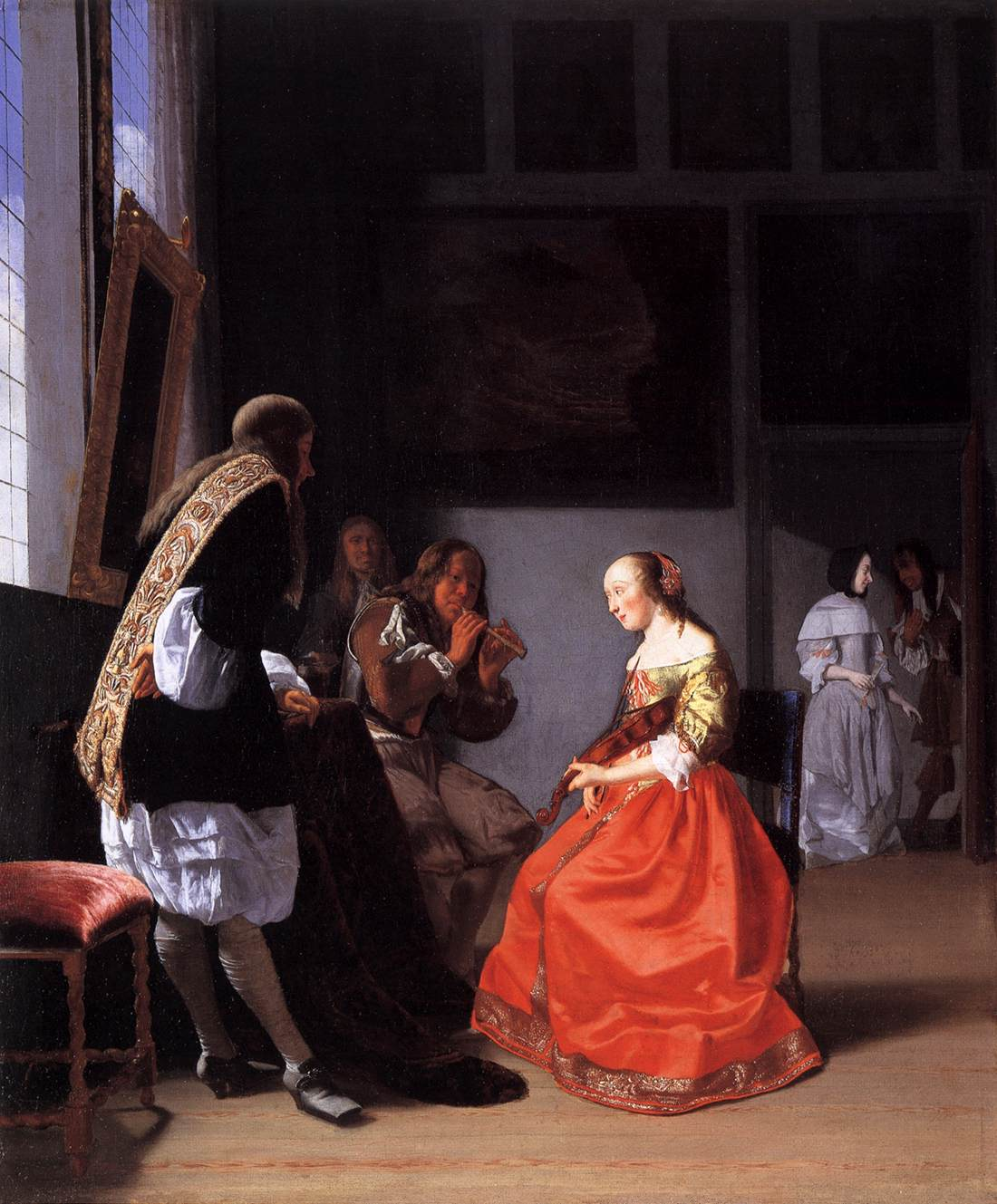
Jacob Ochtervelt, Compagnia musicale in un interno, c. 1670

Spesso lo storico dell'arte che desidera interpretarli deve prima decidere questioni come se la scena è collocata in una casa, in una taverna o in un bordello, e se è una taverna se le donne presenti sono rispettabili o prostitute, o se l'artista avesse davvero un'intenzione di trasmettere un significato definito ai suoi spettatori contemporanei su queste questioni. I titoli dati in seguito ai dipinti spesso distinguono tra "taverne" o "locande" e "bordelli", ma in pratica questi erano molto spesso gli stessi stabilimenti, in quanto molte taverne avevano stanze sopra o dietro riservate per scopi sessuali: "Locanda davanti, bordello dietro" era un proverbio olandese.
Le scene con prostitute non riflettono la realtà della prostituzione del XVII secolo in molti modi, ma offrono un codice visivo convenzionale. La madama o (come gli storici dell'arte amano definirla) la "mezzana" è sempre un'anziana megera, mentre i verbali di corte per Amsterdam (il centro nazionale della prostituzione olandese) mostrano che la maggior parte erano ancora piuttosto giovani e il 40% sulla ventina. La presenza di una figura di mezzana è di per sé sufficiente a giustificare l'interpretazione di un dipinto come una scena di bordello. I vestiti raffinati (affittati dalla madama) e in particolare le penne nei copricapi si dice che siano significanti delle prostitute, così come i più ovvi vestiti allentati, le scollature basse e una provocatoria posizione frontale. Ma nella parte successiva del secolo, gli sguardi pudichi con gli occhi bassi da parte della donna appaiono in molte scene che si pensa rappresentino la prostituzione; nel famoso trio ambiguo Conversazione galante di Gerard ter Borch, la giovane donna si vede solo da dietro. Di un dipinto di Jacob Ochtervelt, (1670 circa, ora a Cleveland, raffigurato a sinistra), Wayne Franits dice:
A prima vista, la Compagnia musicale in un interno sembra essere un'elegante riunione di giovani benestanti [e donne e un servo]... L'immagine trasuda un'aura di calma e finezza. Tuttavia, la serie di ritratti femminili sul muro dietro le figure rivela la vera natura del soggetto. Esistono prove evidenti del fatto che i bordelli reali esponevano ritratti come questi per assistere i clienti nella selezione delle loro compagnie.
Secondo Simon Schama,

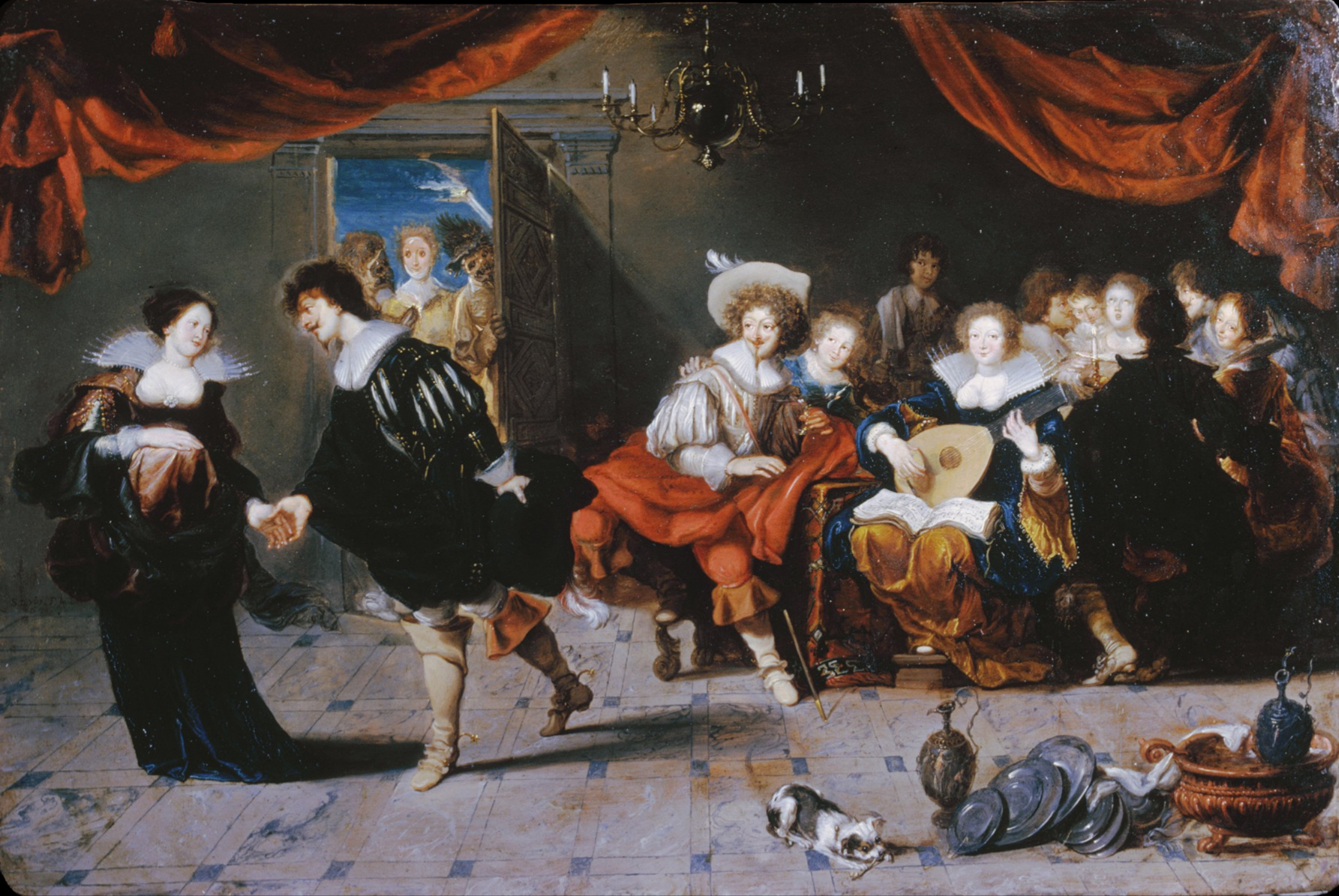
Simon de Vos, anni 1630; secondo il museo proprietario "Le signorine beneducate non partecipavano a feste nelle pubbliche locande; queste donne sorridenti sono prostitute".

... quando non siamo sicuri se stiamo guardando un quadro di una casa o di una taverna, o se quella che sembra essere una taverna è in realtà un bordello, potrebbe non essere perché ci mancano indizi inoppugnabili sull'intenzione non ambigua dell'artista, ma perché egli voleva che fossimo insicuri. [...] Sarebbe inutile tentare di distinguere tra scene di buon divertimento casalingo e di dissolutezza in un locale pubblico, perché i territori figurativi e quelli reali sono stati deliberatamente mescolati. Laddove i fatti si svolgono in una famiglia o, al contrario, i bambini corrono in giro con allegra mondanità in una taverna, c'è una buona probabilità che il quadro riguardi il mescolamento dell'innocenza e della corruzione.
Jan Steen possedette una taverna per un periodo, vivendo nei locali, e spesso incluse ritratti di se stesso e membri della sua famiglia in opere di "genere". Gerrit van Honthorst, che dipinse diverse scene che, come quella qui raffigurata, mostrano chiaramente la prostituzione, sposò la figlia della proprietaria di una taverna e di un mercante di vino, che era una lontana cugina e una specie di ereditiera. L'interpretazione tradizionale e il titolo del suo Figliol prodigo a Monaco di Baviera sono stati contestati, con l'affermazione che si limita a mostrare una scena di taverna "festosa", nonostante la presenza di una donna anziana e di piume nei capelli delle ragazze, spesso prese come sintomo di una scena di bordello.

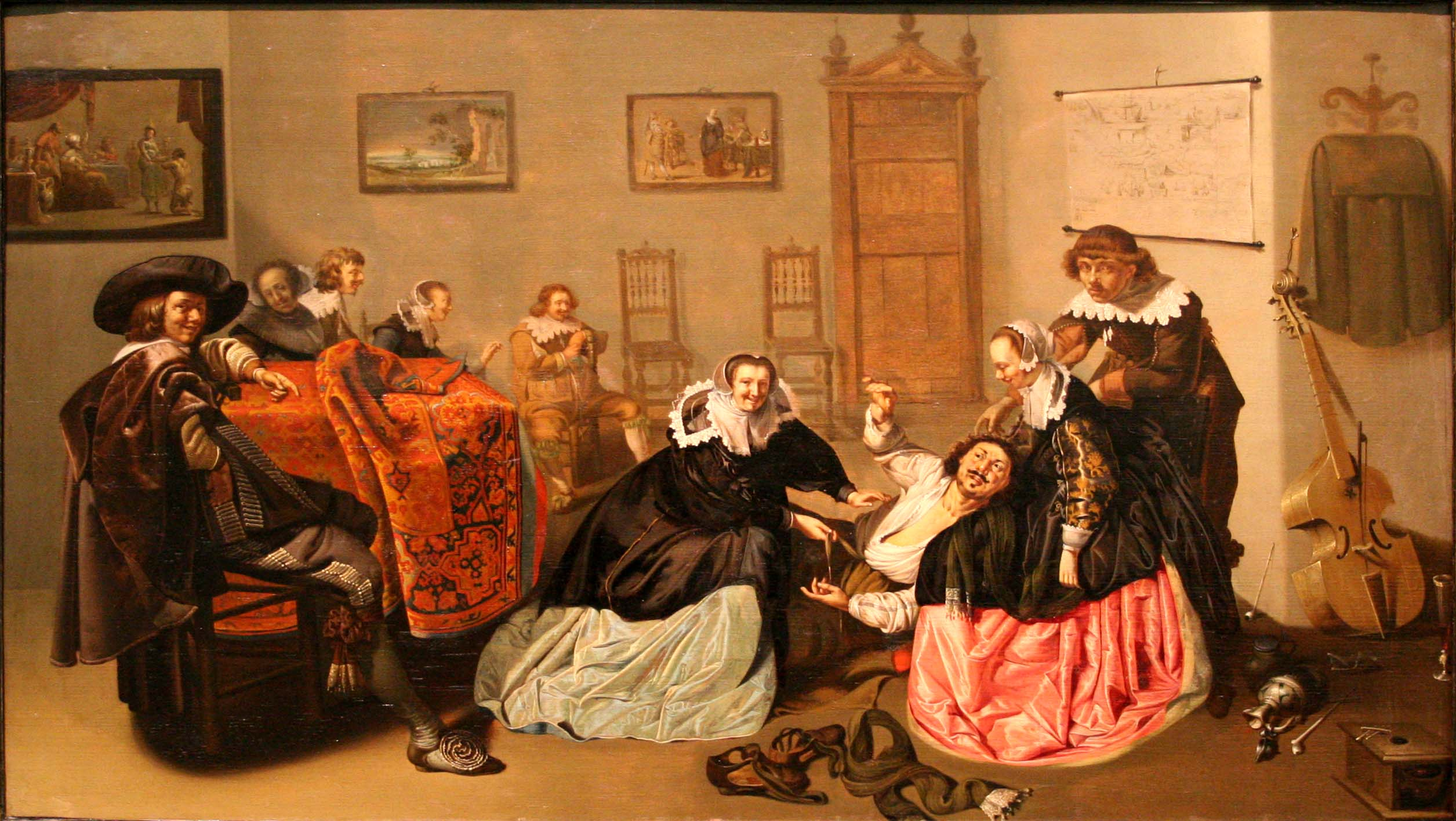
Jacob Duck, 1635-40

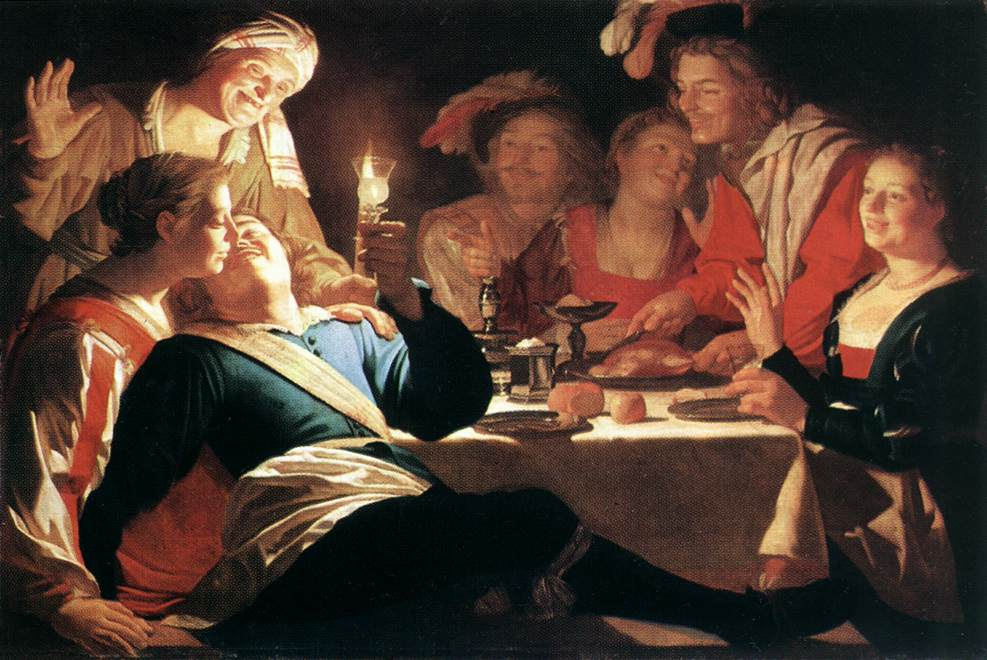
Gerrit van Honthorst Prodigal Son

Elmer Kolfin, in "il primo studio completo fino ad oggi sull'allegra compagnia nell'arte olandese durante la prima metà del XVII secolo" divide i quadri "in tre categorie iconografiche:
'idealistici', che presentano visioni prevalentemente positive delle attività festose raffigurate; "moralistici", in cui tali attività sono condannate da un punto di vista morale; e "satirici", in cui sono presentate come ridicole, ma principalmente per un effetto comico piuttosto che moralizzante" vedendo uno spostamento dalle esecuzioni moralistiche a quelle idealistiche dal XVI al XVII secolo. Altri studiosi vedono un grande gruppo di dipinti come volutamente ambigui o aperti nel loro significato; le limitate evidenze che abbiamo suggeriscono che erano spesso esposti nelle stanze principali delle case dei loro proprietari.
L'eccezionale libertà consentita alle donne olandesi meravigliava e di solito inorridiva i visitatori stranieri; secondo il visitatore inglese Fynes Moryson:
... madri di buona reputazione permettono alle loro figlie in casa dopo che loro stesse sono andare a letto, di sedere con giovani uomini per tutta o la maggior parte della notte, banchettando e chiacchierando, addirittura con permesso o senza di passeggiare all'aperto con giovani uomini nelle strade di notte. E questo lo fanno per una libertà abituale senza pregiudizio per la loro reputazione mentre le donne italiane, rigidamente sorvegliate, ritengono una follia trascurare ogni opportunità che possono cogliere per commettere cattive azioni.
Molti dipinti hanno schemi allegorici leggermente logori; un piatto di cibo, una pipa di tabacco, uno strumento musicale e una stretta, un bacio o uno schiaffo saranno sufficienti a trasformare qualsiasi gruppo in una Allegoria dei cinque sensi. Molti possono illustrare l'offerta infinita di proverbi moralistici olandesi.

## Sviluppo del tipo

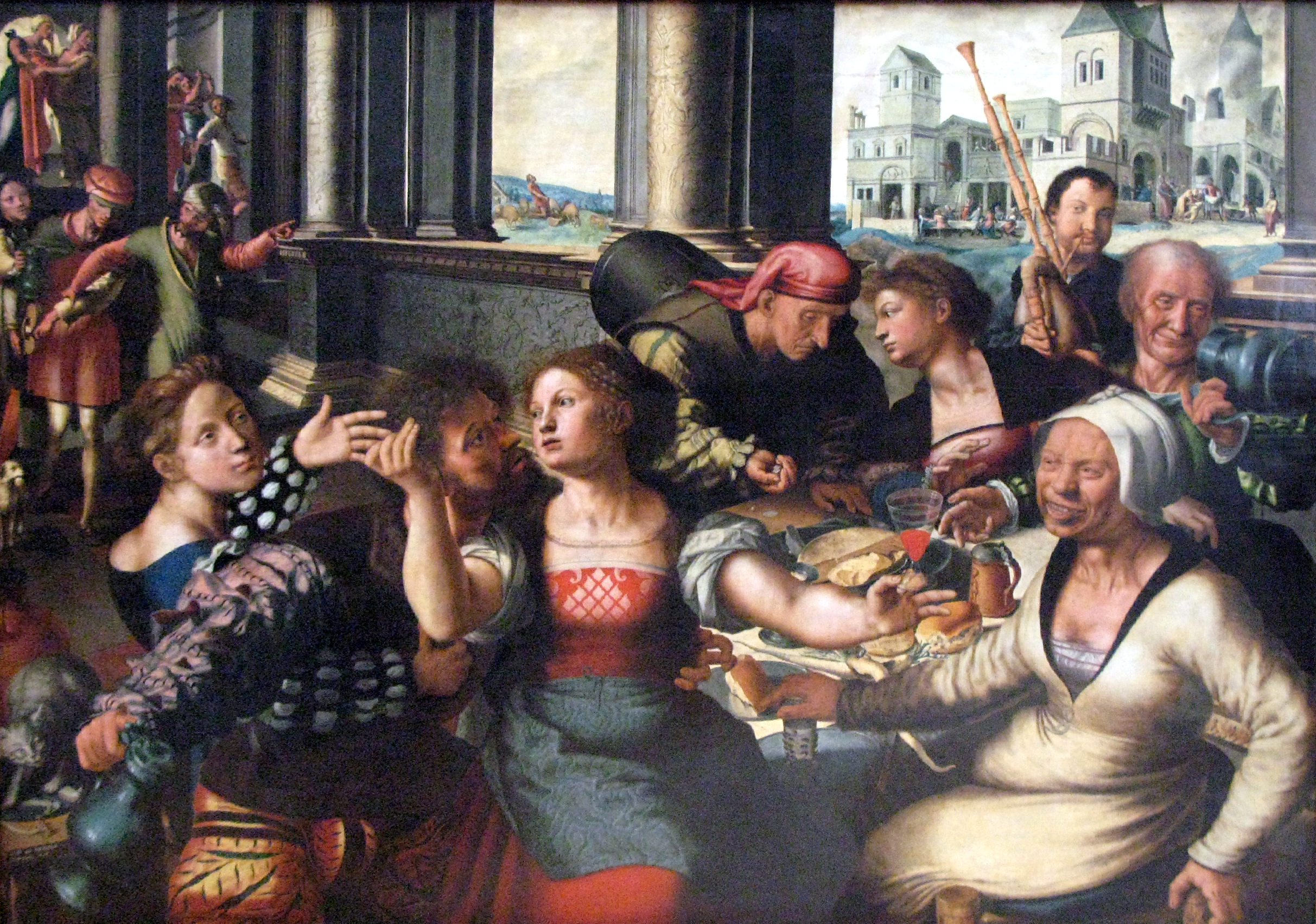
Jan van Hemessen, Il figliol prodigo, 1536

Scene di festa cortigiane, tipicamente di coppie di giovani innamorati in un "giardino d'amore", erano popolari nel tardo Medioevo, per lo più in manoscritti miniati e stampe, piuttosto che in pitture su tavola, e spesso come parte di serie di calendari che mostravano i mesi, o di illustrazioni di libri. Nel Rinascimento a tali scene si tendevano a dare ambientazioni specifiche tratte dalla religione o dalla mitologia classica, come la Festa degli dei che, diversamente dalle scene delle allegre compagnie, era una scusa per mostrare copiose quantità di nudità. Nelle tradizioni della pittura rinascimentale olandese e fiamminga del XVI secolo cominciò a svilupparsi la pittura di genere di festività o feste, soprattutto nelle scene contadine di Pieter Bruegel il Vecchio, che furono i primi grandi dipinti ad avere la vita contadina come unico soggetto.
C'era anche una tradizione di scene urbane moraleggianti, tra cui soggetti come la "Coppia mal assortita" e il "Figliol prodigo", e una tradizione di corte che registrava spettacoli reali o tipici in una particolare corte, con ritratti dei personaggi principali. Il Banchetto di Erode con la decollazione di San Giovanni Battista dell'artista tedesco-slesiano Bartholomeus Strobel (c. 1630-43, Prado) è un'esecuzione eccezionalmente grande di un soggetto usato spesso fin dal XV secolo per raffigurare un banchetto di corte. La Convito in casa di Levi di Paolo Veronese (1573, Gallerie dell'Accademia, Venezia) è un'altra famosa ed enorme esecuzione di una grande festa.
La "scena della compagnia cortigiana" con anonime figure di genere si sviluppò nei primi anni del XVII secolo sia nei Paesi Bassi settentrionali che meridionali, ora separati dalla Guerra degli ottant'anni. Come si sviluppò il tipo di soggetto, così pure le differenze tra le due regioni: la pittura fiamminga copriva una gamma più ampia di ambientazioni in termini di classe sociale, con le scene contadine che rimanevano fortemente rappresentate, e molte scene che mostravano ambienti di corte. La pittura olandese si concentrava su uno spettro di classi che poteva essere chiamato tutto classe media, benché andasse da eleganti compagnie patrizie a gruppi sciatti e turbolenti. Le scene fiamminghe tendono ad avere di gran lunga più personaggi, e non si vede il tranquillo gruppo della classe media di quattro o cinque persone sedute intorno a un tavolo a casa.  Mentre la maggior parte dei dipinti olandesi, tranne quelli dei Caravaggisti di Utrecht, aveva piccole figure, la "scena della compagnie monumentale" rimaneva parte della pittura fiamminga, con Jacob Jordaens che produsse parecchi esempi, specialmente delle festitività della dodicesima notte. Entro gli anni 1630 gli artisti di entrambe le regioni, ma specialmente a nord, tendevano a specializzarsi in particolari generi, e l'allegra compagnia non faceva eccezione.

## Pittori

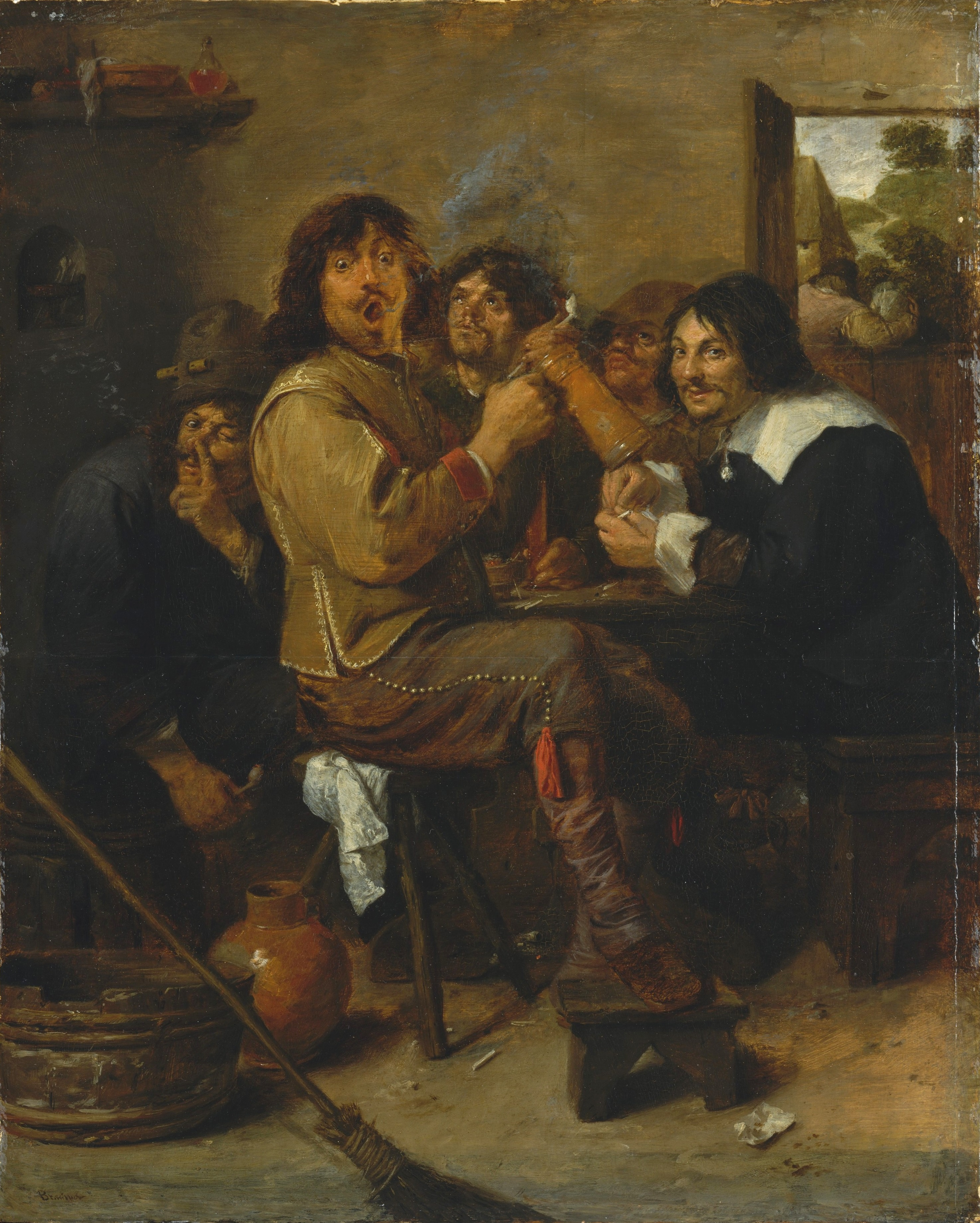
Adriaen Brouwer, I fumatori, anni 1636

La prima generazione di pittori olandesi comprendeva Willem Buytewech (1591/1592-1624), che può vantare di aver inventato l'allegra compagnia dei piccoli interni. Altri primi artisti furono David Vinckboons (1576-1629), ed Esaias van de Velde (1587-1630), che fu un pioniere ancora più significativo della pittura paesaggistica realistica, in uno stile completamente diverso dalle sue eleganti feste in giardino. Al famoso ritrattista Frans Hals fu attribuita una sola primissima allegra compagnia, un picnic galante del 1610 circa, che fu distrutto a Berlino durante la Seconda guerra mondiale; egli dipinse anche una raffigurazione di genere "in primo piano" di tre festaioli. Suo fratello minore Dirck Hals (1591-1656) fu un prolifico specialista di piccoli gruppi di allegre compagnie.
Intorno al 1630 i pittori attivi includevano Hendrik Pot (1587-1657), anch'egli ritrattista, Anthonie Palamedes (1601-1673), Pieter Codde (1599-1678) e Jacob Duck (1600-1667). Codde e Duck, con Willem Duyster, furono anche pittori di "scene del corpo di guardia", che mostravano specificamente i soldati, e divennero popolari negli anni 1630; come nota Lucy van de Pol, i marinai che costituivano gran parte della clientela delle taverne e dei bordelli, almeno ad Amsterdam, sono rappresentati molto raramente.
Dopo circa metà secolo, molti "dipinti di compagnie" mostravano gruppi più piccoli e più tranquilli, più saldamente collocati nelle case, spesso con più elementi narrativi e una maggiore concentrazione sugli effetti di illuminazione e tessitura. I quadri mostrano molti degli stessi interessi delle opere delle "compagnie", ma anche l'uso di coppie o individui diventa molto comune. I dipinti di Vermeer, nessuno dei quali rientra abbastanza nella categoria delle opere delle "allegre compagnie", esemplificano questa tendenza, che si vede anche in quelle di Gerard ter Borch, Gabriel Metsu, Gerrit Dou e Pieter de Hooch. Le opere di Jan Steen (c. 1626-1679) mantennero la tradizione di gruppi di bevuta turbolenti, ma di solito con un'ambientazione che mostra un'occasione specifica o che illustra un proverbio. Molti mostrano gruppi familiari, e spesso è incluso un autoritratto.

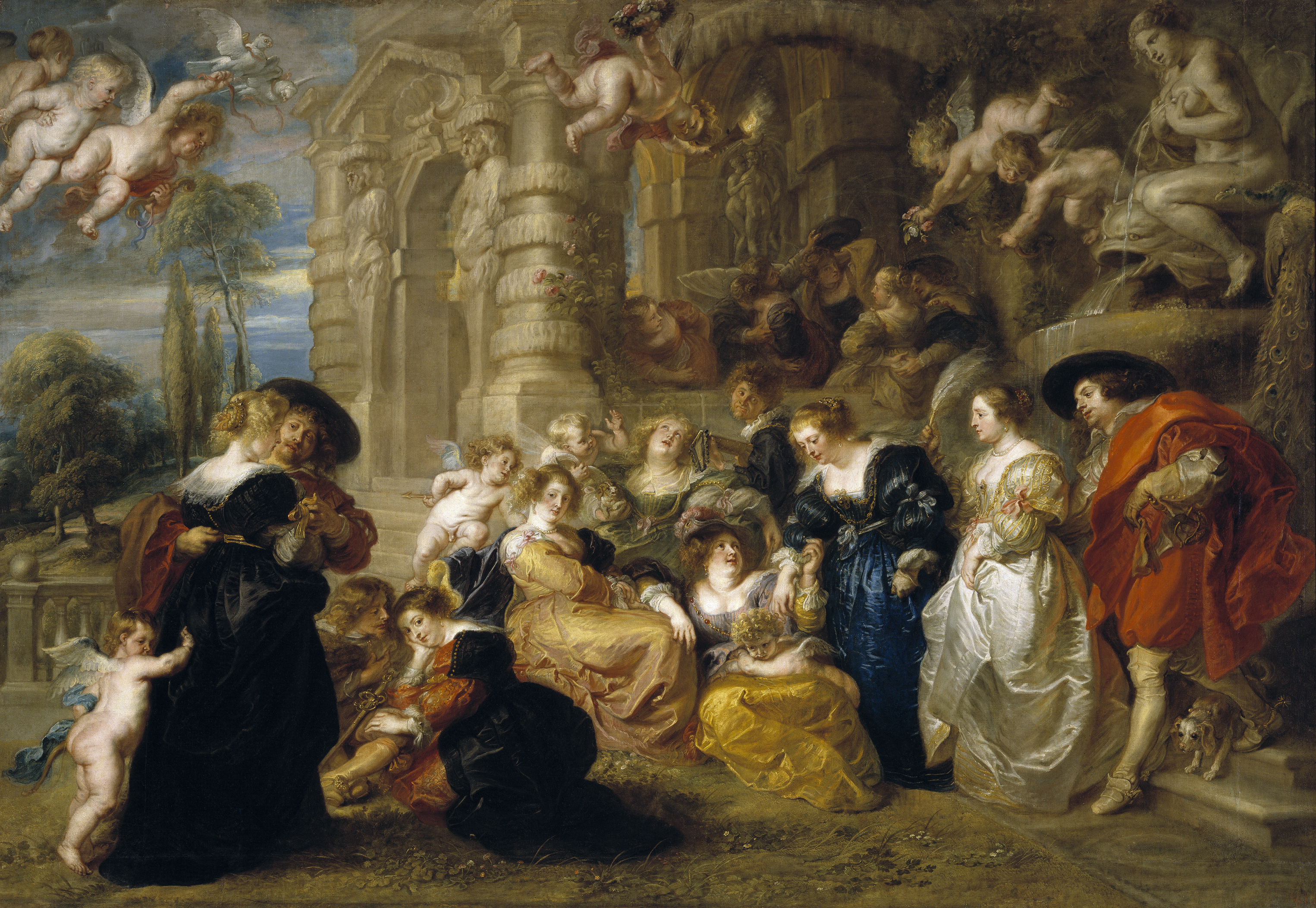
Peter Paul Rubens, Garden of Love, 1630–35, l'apoteosi della compagnia cortigiana all'aperto

Gli artisti fiamminghi includono David Vinckboons, che si trasferì al nord da giovane adulto, Frans Francken II con suo zio Hieronymus I e suo fratello Hieronymus II, Sebastian Vrancx, Louis de Caullery, che dipingevano tutti scene cortigiane, spesso con piccole figure e molta attenzione alle ambientazioni architettoniche dentro o fuori da sontuosi palazzi. Simon de Vos (1603–1676) dipinse scene più piccole più vicine allo stile olandese.
La tradizione di Bruegel delle scene contadine fu continuata dai suoi figli Jan Brueghel il Vecchio e Pieter Brueghel il Giovane, che dipingevano per lo più festività come le kermesse con grandi numeri di figure, molto spesso all'aperto. I gruppi più piccoli negli interni ebbero come pioniere l'intensamente naturalistico Adriaen Brouwer, che era fiammingo, ma lavorò e vendette anche ad Haarlem nel nord, dove influenzò grandemente Adriaen van Ostade, il principale pittore olandese di contadini. Le sordide scene di Brouwer sono prive di allegria, ma van Ostade ammorbidì e sentimentalizzò il suo stile.
David Teniers il Vecchio, suo figlio David Teniers il Giovane nonché altri membri della famiglia inclusero molte scene contadine nella loro grande e variegata produzione. La maggior parte delle opere di tutti questi pittori esulano dai tipici confini dell'"allegra compagnia", in termini del numero delle figure o della loro classe, ma molti ricadono all'interno; ci fu anche una generazione successiva di pittori fiamminghi di scene contadine. Rubens, che possedeva 17 dipinti di Adriaen Brouwer, dipinse alcune scene di kermesse e altre scene contadine che ebbero grande successo, malgrado il loro stile molto eroico. Dipinse anche alcune grandi scene di compagnie cortigiane, tra le quali il suo Giardino d'amore, (Prado, 1634-5).
A parte Jordaens e Rubens, i pittori fiamminghi di scene di compagnie monumentali includevano Theodoor Rombouts (1597–1637), che realizzò parecchi grandi dipinti di giocatori di carte, Cornelis de Vos e Jan Cossiers.

## Ulteriori letture
- Arbitman, Karen Jones, Gardens of Earthly Delight: Sixteenth and Seventeenth-century Netherlandish Gardens, catalogo dell'esposizione al the Frick Art Museum, Pittsburgh, Pennsylvania, 3 aprile 1986 - 18 maggio 1986, 1986, Indiana University Press, ISBN 0253212529, 9780253212528, Google libri
- Kolfin, Elmer, The Young Gentry at Play; Northern Netherlandish Scenes of Merry Companies 1610–1645, 2005, Leida (trad. di Een geselschap jonge luyden. Productie, functie en betekenis von Noord-Nederlandse voorstellingen van vrolijke gezelschappen 1610–1645, Leida, 2002), recensione di Nevitt
- Nevitt, H. Rodney, Art and the Culture of Love in Seventeenth Century Holland (vedi Webster per la recensione)
- Klaske Muizelaar and Derek Phillips, Picturing Men and Women in the Dutch Golden Age: Paintings and People in Historical Perspective, 2003, New Haven and London: Yale University Press, capitolo 6: "Erotic Images in the Domestic Interior: Cultural Ideals and Social Practices"
- Pol, Lotte C. van de, The Burger and the Whore: Prostitution in Early Modern Amsterdam, 2011, Oxford University Press, anche Het Amsterdams Hoerdom: Prostitutie in de Zeventiende en Achttiende Eeuw, Amsterdam, Wereldbibliotheek, 1996.